# ウィリアム・コートネイ (第9代デヴォン伯爵)

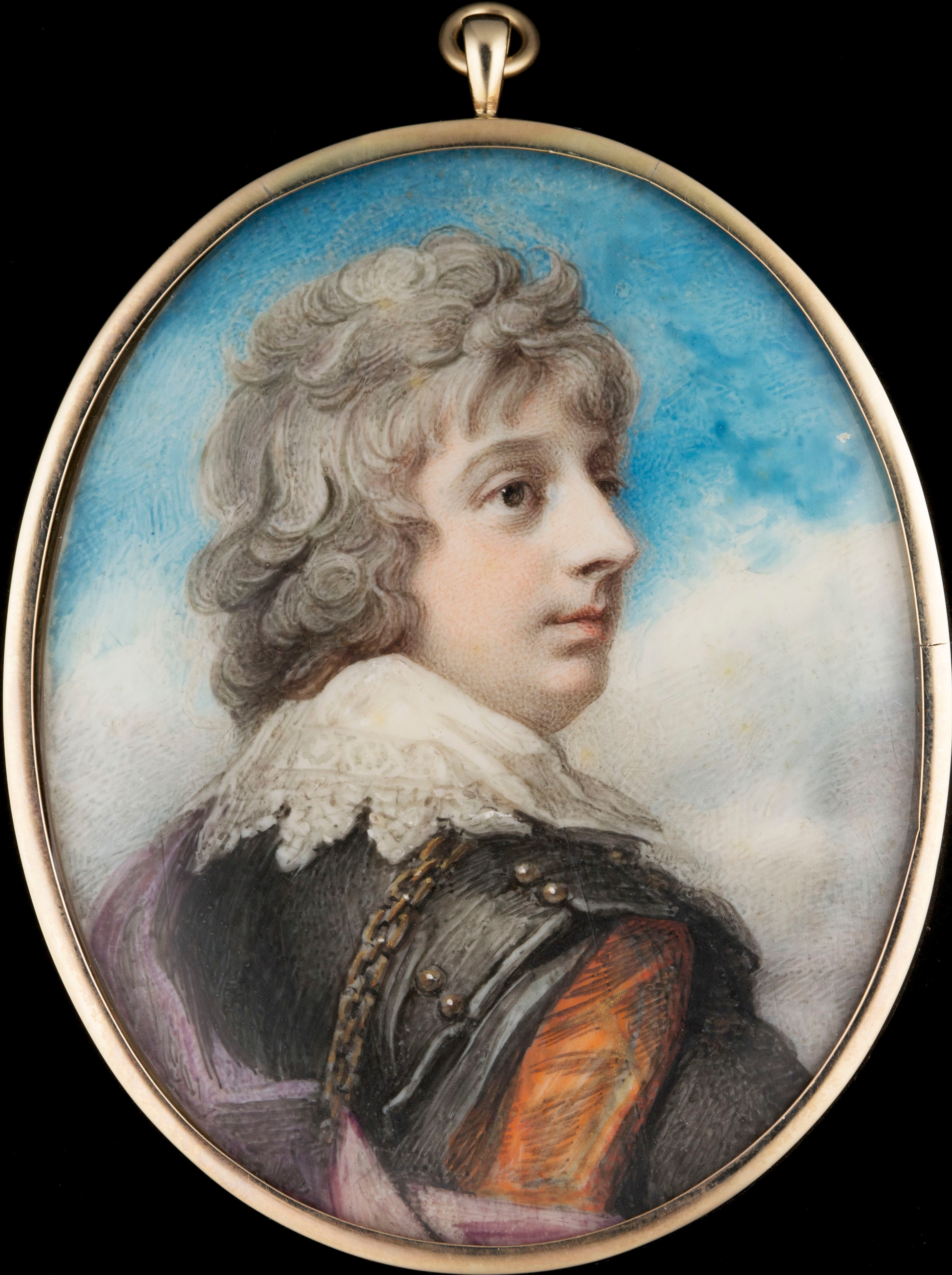
リチャード・コズウェイによる細密肖像画、1793年。

第9代デヴォン伯爵ウィリアム・コートネイ（William Courtenay, 9th Earl of Devon、1768年7月30日 – 1835年5月26日）は、イギリスの貴族。ウィリアム・トマス・ベックフォードとの同性愛関係によりイギリス国外に住むことを余儀なくされた。

## 生涯
第2代コートネイ子爵ウィリアム・コートネイと妻フランシス（1782年3月25日没、トマス・クラックの娘）の息子として、1768年7月30日に生まれ、8月30日にパウダーハムで洗礼を受けた。

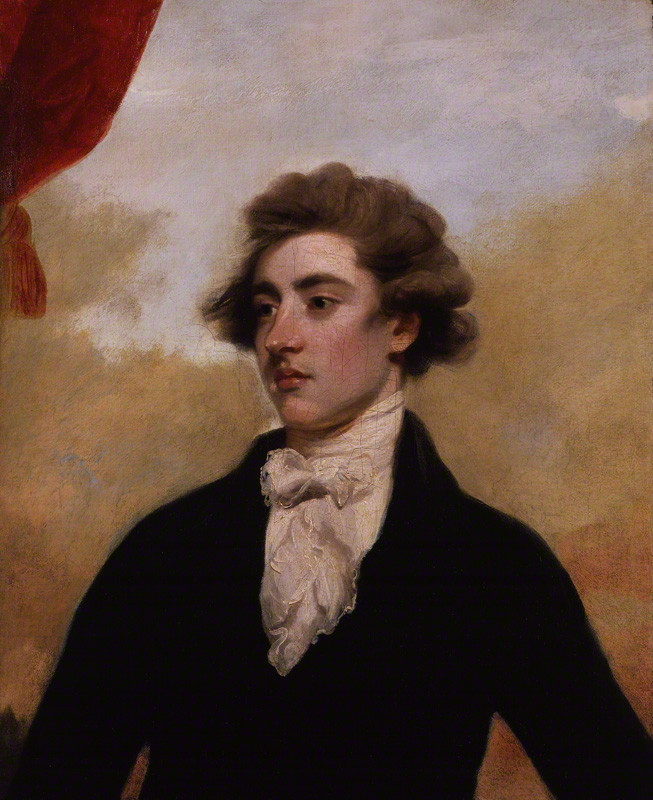
ウィリアム・トマス・ベックフォードの肖像画。ジョシュア・レノルズ画、1782年。

11歳のときに作家ウィリアム・トマス・ベックフォードに出会った。ベックフォードはこのとき19歳であり、母の手配で政界の重鎮に顔を覚えさせるべく各地のカントリーハウスを回り、政界進出に備えており、デヴォンではコートネイ子爵家の所有するパウダーハム城を訪れた。ベックフォードは同性愛者だったが、このときの2人の関係は共通した将来の夢をもっていたことに基づいていた。1780年、ベックフォードはグランドツアーを続けるべく大陸ヨーロッパに戻り、コートネイをパウダーハムに残したが、2人の文通からベックフォードがヨハン・ヴォルフガング・フォン・ゲーテの『若きウェルテルの悩み』（1774年刊行）の影響を受けたことが見てとれる。ベックフォードは1783年に結婚したが、その結婚相手マーガレット・ゴードンは2人の関係に気づいたとされる。
ベックフォードは1784年に庶民院議員に当選したが、当選から数か月のうちにベックフォードとコートネイの関係が噂された。噂話では名指しされなかったが、ベックフォードとコートネイの名声が大きく損なわれ、ベックフォードと妻は一時スイス]に向かうこととなった。コートネイも海外に住むようになり、1807年にはニューヨーク市ハーレムのクラーモント・イン（Claremont Inn）に住むようになったが、米英戦争の混乱により引っ越した。
1788年10月14日に父が死去すると、コートネイ子爵位を継承した。
1831年5月14日、貴族院は長らく名乗る者のいなかったデヴォン伯爵位について、8世代前の先祖であるサー・ウィリアム・コートネイ（1557年没）が相続人であるとの判断を下し、その末裔である第3代コートネイ子爵をデヴォン伯爵であると認定した。『完全貴族要覧』によれば、初代ブルーム＝ヴォークス男爵ヘンリー・ブルームがこの判断を得るために活動したが、実際にデヴォン伯爵の復活を推進したのは1835年にデヴォン伯爵位を継承することとなるウィリアム・コートネイだった。
1835年5月26日に生涯未婚のままパリのヴァンドーム広場で死去、6月12日にパウダーハムで埋葬された。コートネイ子爵位は廃絶、デヴォン伯爵位は祖父の弟の孫にあたるウィリアム・コートネイが継承した。